# 豆苗

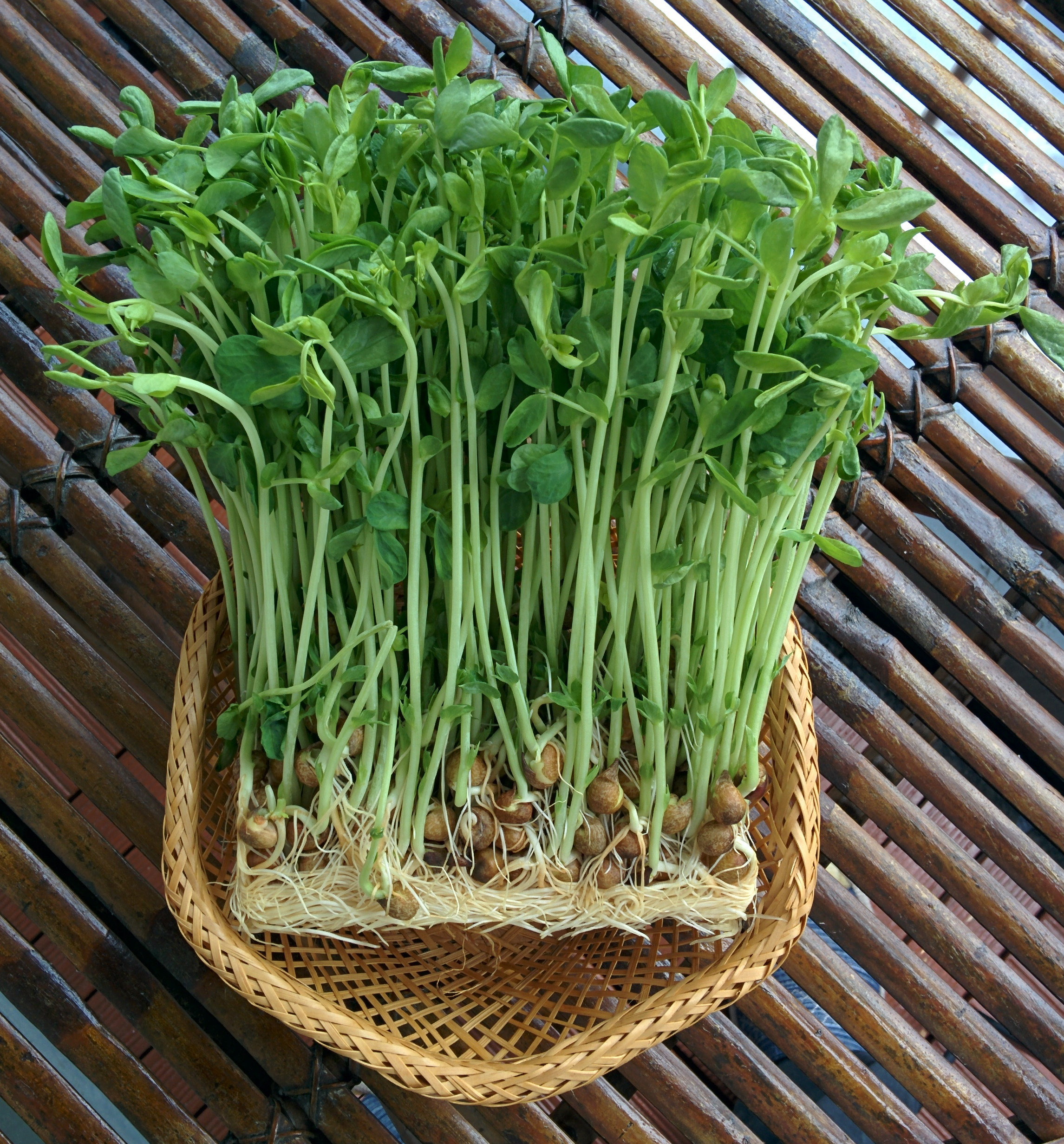
豆苗

豆苗廣義上泛指豆類植物的幼苗，但通常是指可食用的豌豆苗。
豌豆苗，又被称为豌豆筍或豌豆尖，即豌豆（Pisum sativum，又稱荷蘭豆）的嫩葉。多在華南地區入饌，常見菜式包括瑤柱（或蟹肉）扒豆苗、豆苗餃等。比較有要求的還會再分豌豆的嫩苗（豆胚）及嫩的豆莖兩種食材。